# Johnius goldmani
Johnius goldmani és una espècie de peix de la família dels esciènids i de l'ordre dels perciformes.

## Hàbitat
És un peix marí, de clima tropical i bentopelàgic.

## Distribució geogràfica
Es troba a les Illes Moluques i les Filipines.

## Observacions
És inofensiu per als humans.